# Takafumi Horie
Takafumi Horie (堀江貴文, Horie Takafumi) né le 29 octobre 1972 à Yame, préfecture de Fukuoka est un homme d'affaires japonais. Il est également connu sous le nom de Horiemon (ホリエモン) et de takapon.

## Biographie

### Jeunesse
Né à Yame, dans la préfecture de Fukuoka, d'un père employé d'entreprise et d'une mère issue d'une famille de propriétaires agricoles.
Il étudie à l'Université de Tokyo dans le département de lettres et s'orientait vers une spécialisation en religions mais il arrête ses études en 1995 après avoir fondé l'entreprise Livin' on the Edge, qui deviendra Livedoor par la suite, avec des amis.

### Livedoor
Bénéficiant de la bulle internet de la fin des années 1990 et des réformes libérales qui l'accompagne, Livedoor connait une croissance fulgurante et entre à la Bourse de Tokyo en avril 2020, dans l'indice Mothers (en) dédié aux startups.
En tant que PDG, il bouleverse les codes du monde des affaires japonais. Son style personnel, de ses habits à son omniprésence dans les médias, agace. La croissance de l'entreprise est notamment batie sur l'acquisition (notamment par des OPA hostiles) de nombreuses entreprises.
C'est notamment ses tentatives d'acquisition de l'équipe de baseball des Kintetsu Buffaloes en 2004 et de la radio Nippon Broadcasting System (en) en 2005, dans les deux cas avant de retirer son offre, qui attirent les regards mais aussi inquiètent les milieux d'affaires.
En janvier 2006, les bureaux de Livedoor font l'objet d'une perquisition par le parquet financier pour suspicion de manipulation des cours de l'entreprise. L'enquête a incité de nombreux petits actionnaires à vendre le titre dans l'urgence, submergeant le système informatique de la bourse et conduisant des suspensions sporadiques. Horie est incarcéré le 23 janvier et, le lendemain, annonce sa démission de PDG de Livedoor. En avril 2006, il est libéré sous caution.
Son procès débute le 4 septembre 2006 devant le tribunal de Tokyo. Dès la première journée, Horie clame son innocence : « Je n'ai jamais commis de tels actes et ne les ai pas non plus ordonnés. Je déplore ma mise en accusation ». Vingt-six audiences sont prévues sur une période de trois mois, jusqu'au 28 novembre. Le verdict est attendu en février 2007. Horie risque cinq ans de prison et une amende de cinq millions de yens (35 000 euros). Le 15 décembre 2006, il décrit au Financial Times le Japon, les bureaucrates, et les médias « contrôleur de la pensée » d'avoir provoqué sa chute. En mars 2007, il est reconnu coupable et condamné à deux ans et demi de prison. Il sort de prison en mars 2013, après avoir passé 21 mois derrière les barreaux.
Cette affaire a inspiré le passage de la loi japonaise sur la transparence financière (en) (dite J-SOX car inspirée de la loi américaine Sarbanes-Oxley) en juin 2006.
En 2023, il revient en tant que conseiller exécutif chez Livedoor après le rachat par la société Minkabu.

### Après Livedoor
Blogueur prolifique, il continue à publier depuis sa cellule. Il utilise également fortement Twitter et développe une audience très conséquente (930 000 abonnés en 2013 et 3 600 000 en 2024, faisant de lui la 12e personnalité la plus suivie sur le réseau).
Il publie également de très nombreux livres, seul ou à plusieurs mains, allant du roman aux pratiques d'entreprises.

### Autres sociétés
En 2003, il fonde Interstellar Technologies (en), une société du New Space voulant envoyer un mini-lanceur dans l’espace. Elle fait notamment appel au financement participatif pour le développement et les lancements de ses fusées MOMO. Celle-ci, qui n’a désormais plus de lien avec son fondateur, a réussi son premier lancement au-dessus de la ligne de Kármán le 3 mai 2019.

### Politique
En 2005, Horie se présente aux élections législatives anticipées dans le 6e district d'Hiroshima en tant qu'indépendant mais avec le soutien du Parti Libéral Démocrate. Il lance sa candidature notamment en réaction au rejet initial par la chambre haute du parlement japonais de la loi de privatisation de la Poste, voulue par le gouvernement Koizumi. Il échoue face à Shizuka Kamei, candidat du PLD en poste dans la région de 1979.
Lors des élections législatives de 2010, 2014 et 2017, ils soutient divers candidats sans se présenter lui-même. Il soutient l'entrepreneur et personnalité internet Kazuma Ieiri (en) lors des élections pour le poste de gouverneur de Tokyo en 2014 (en) et fournit les 3 000 000 yens nécessaires au dépôt de la candidature.
En mai 2020, Takashi Tachibana, du NHK Party, lance le Horiemon New Party (ホリエモン新党, horiemon shintō), utilisant un des surnoms d'Horie. S'il nie tout lien avec le parti, il est souvent vu avec Tachibana et en 2021 et 2022, il devient secrétaire de l'entrepreneur et Youtuber Kenichirō Saitō (ja) dans la circonscription électorale d'Ishikawa et participe à ses campagnes lors des discours publics.